# Conseil militaire
Un conseil militaire joue un rôle de direction des forces armées d'un gouvernement. 
Il veille à l'entraînement des forces gouvernementales, dont les « forces spéciales » et les corps d'élite, à l'acquisition d'armements et à l'analyse stratégique des menaces.